# 看話禅
看話禅（かんなぜん、かんわぜん）は、禅宗において、師から示された公案を解いて悟りに到るという禅風のこと。公案禅ともいう。曹洞宗の黙照禅に対し、臨済宗の修行法を指す。もとは、南宋の宏智正覚が大慧宗杲の禅風を評した語である。
公案の研究を、坐禅による定力の深まりよりも軽視する禅風という意味もある。臨済宗の禅が陥りやすい誤りとして曹洞宗から言われる語であるという説もある。